# 原子力平和利用博覧会
原子力平和利用博覧会（げんしりょくへいわりようはくらんかい）は、1955年から1957年にかけて日本各地で開催された、平和のための原子力を主題とする博覧会である。1953年に発足した対外宣伝機関アメリカ合衆国情報局（United States Information Agency ; USIA、USISはその下部機関）と、読売新聞社など各地の新聞社とが共催し、延べ約260万人が来場した
。
|    | 名称                               | 会期                    | 会場                           | 来場者数 | 共催             |
| -- | ---------------------------------- | ----------------------- | ------------------------------ | -------- | ---------------- |
| 1  | 原子力平和利用博覧会               | 1955年11月1日-11月22日  | 東京都千代田区、日比谷公園     | 36万人   | 読売新聞社       |
| 2  | 原子力平和利用博覧会               | 1956年1月1日から24日間  | 名古屋市、愛知県美術館         | 37万人   | 中部日本新聞社   |
| 3  | 原子力平和利用博覧会               | 1956年2月1日-3月4日     | 京都市、京都市美術館           | 15万人   | 朝日新聞大阪本社 |
| 4  | 原子力平和利用博覧会               | 1956年3月25日-5月6日    | 大阪市、大阪アサヒアリーナ     | 18万人   | 朝日新聞大阪本社 |
| 5  |                                    | 1956年5月27日-6月17日   | 広島市、広島平和記念資料館     | 11万人   | 中国新聞社       |
| 6  |                                    | 1956年7月6日-7月29日    | 福岡市、福岡スポーツセンター   | 16万人   | 西日本新聞社     |
| 7  |                                    | 1956年8月26日-9月17日   | 札幌市、中島スポーツセンター   | 21万人   | 北海道新聞社     |
| 8  |                                    | 1956年10月14日-11月11日 | 仙台市、仙台市レジャーセンター | 17万人   | 河北新報社       |
| 9  | 原子力平和利用茨城博覧会           | 1956年12月15日-2月5日   | 茨城県水戸市、水戸総合体育館   | 23万人   | いはらき新聞社   |
| 10 | 北陸三県合同原子力平和利用大博覧会 | 1957年6月15日から65日間 | 富山県高岡市、高岡古城公園     | 約30万人 |                  |